# Fijianska
Fijianska (också Fidjianska) är ett austronesiskt språk inom den malajo-polynesiska språkgruppen som talas i Fiji. Språket talas av 350 000 människor som modersmål, vilket är mindre än hälften av Fijis befolkning, och talas av ytterligare 200 000 som andraspråk. 1997 års konstitution etablerade fijianska som officiellt språk i Fiji, tillsammans med engelska och hindustani, och det finns diskussion kring att etablera det som nationellt språk. Dock skulle engelska och hindustani förbli officiella språk. Standardfijianska baserar på dialekten i Bau. Fijianska är ett VOS-språk. 
Språket anses att vara livskraftigt. Läskunnigheten är bra bland fijianskas talare och språket används i det lokala media.

## Fonologi

### Konsonanter
|             |               | Labial | Alveolar | Palatal | Velar | Glottal |
| ----------- | ------------- | ------ | -------- | ------- | ----- | ------- |
| Nasal       | Nasal         | m      | n        |         | ŋ     |         |
| Klusil      | Soinniton     | (p)    | t        |         | k     | (ʔ)     |
| Klusil      | Prenasaalinen | ᵐb     | ⁿd       |         | ⁿɡ    |         |
| Frikativ    | Soinniton     | (f)    | s        |         | (x)   |         |
| Frikativ    | Soinnillinen  | β      | ð        |         |       |         |
| Tremulant   | Tavallinen    |        | r        |         |       |         |
| Tremulant   | Prenasaalinen |        | ᶯɖʳ      |         |       |         |
| Approximant | Approximant   | w      | l        | j       |       | (h)     |

Källa:

### Vokaler
|           | Främre | Central | Bakre |
| --------- | ------ | ------- | ----- |
| Sluten    | i      |         | u     |
| Halvöppen | e      |         | o     |
| Öppen     |        | a       |       |

Källa: